# Ivan Pereira

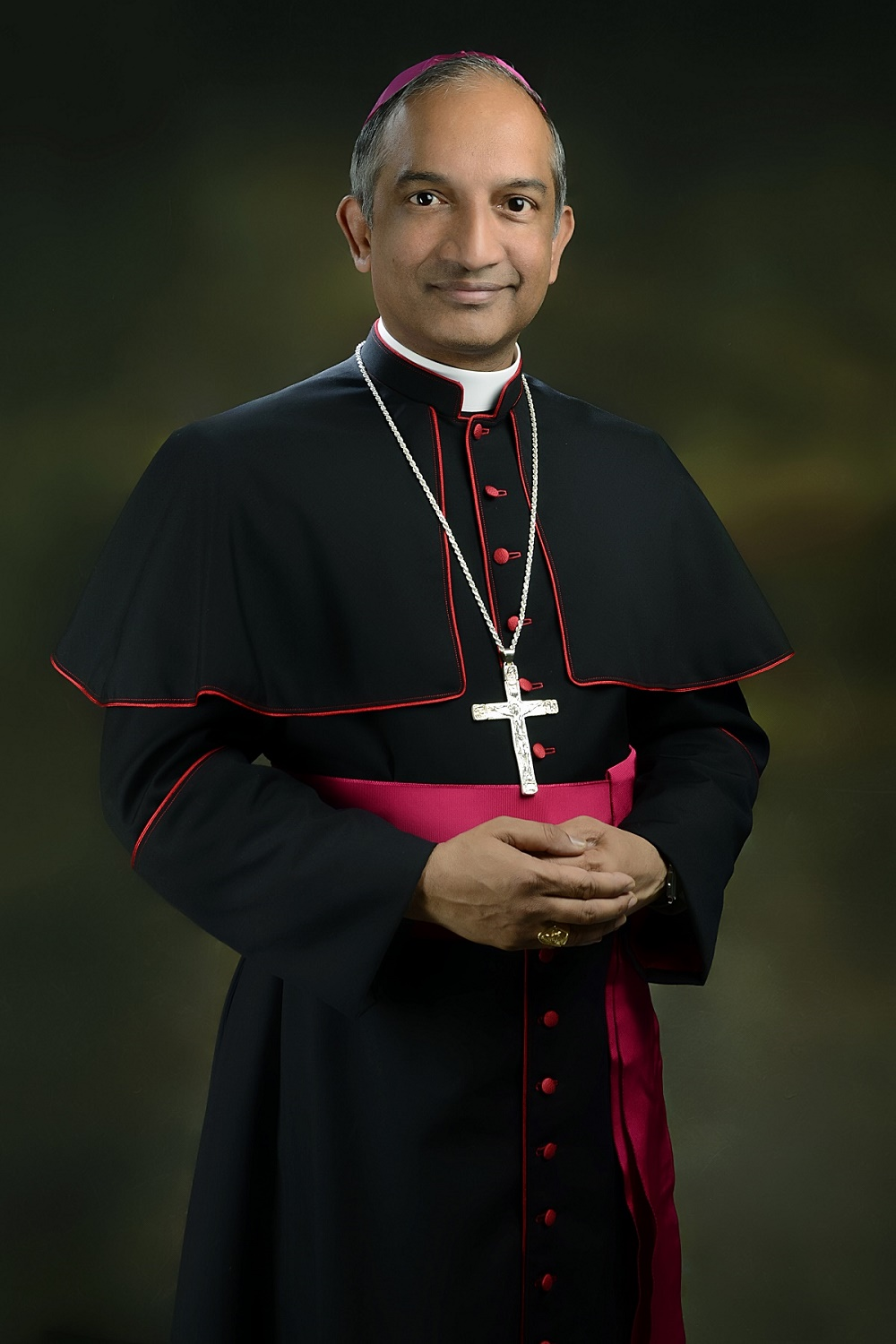
Ivan Pereira, 2015

Bischofswappen von Ivan Pereira

Ivan Albert Pereira (* 1. Juni 1964 in Vasai, Maharashtra) ist ein indischer Geistlicher und römisch-katholischer Bischof von Jammu-Srinagar.

## Leben
Ivan Pereira besuchte das Kleine Seminar St. John in Amritsar. Anschließend studierte er Philosophie am regionalen Priesterseminar Holy Trinity in Jalhandar und Katholische Theologie am regionalen Priesterseminar St. Joseph in Allahabad. Zudem erlangte er einen Bachelor of Arts in Pädagogik und einen Master in Englisch. Daneben absolvierte er ein pastorales Praktikum in der Kathedralpfarrei St. Mary in Jammu. Am 10. Oktober 1992 empfing er die Diakonenweihe und am 15. Mai 1993 das Sakrament der Priesterweihe für das Bistum Jammu-Srinagar.
Nach der Priesterweihe war Pereira zunächst als Pfarrvikar in Jammu tätig, bevor er 1995 Pfarrer der Kathedrale St. Mary in Jammu und Pfarrer mehrerer anderer Pfarreien sowie Direktor der dortigen katholischen Schulen wurde. Von 2000 bis 2003 war er Rektor des Kleinen Seminars St. Paul in Akalpur. Anschließend wirkte er als Sekretär des Regional Catholic Council of Nord India (2003–2008) sowie als Generalvikar des Bistums Jammu-Srinagar, als persönlicher Sekretär des Bischofs von Jammu-Srinagar, Peter Celestine Elampassery OFMCap, als Regionaldirektor der Indian Christian Youth Association und als Diözesandirektor der Holy Childhood Association (2004–2009). Zudem fungierte er von 2006 bis 2009 zuerst als Sekretär und später schließlich als Präsident der Regional Conference of Diocesan Priests of Nord India. Darüber hinaus war er in dieser Zeit für die Vereinigungen von Gläubigen und den zentralen Finanzfonds des Bistums zuständig. Ab 2009 leitete Pereira den Diocesan Education Board des Bistums Jammu-Srinagar und ab 2012 auch die Burn Hall Higher Secondary School in Srinagar. Daneben war er von 2009 bis 2012 zusätzlich Pfarrer der Pfarrei Our Lady of Fatima in Srinagar.
Am 3. Dezember 2014 ernannte ihn Papst Franziskus zum Bischof von Jammu-Srinagar. Der Apostolische Nuntius in Indien, Erzbischof Salvatore Pennacchio, spendete ihm am 21. Februar des folgenden Jahres auf dem Gelände der Presentation Convent School in Gandhi Nagar die Bischofsweihe. Mitkonsekratoren waren der Erzbischof von Delhi, Anil Couto, und der Bischof von Vasai, Felix Anthony Machado. Pereira wählte den Wahlspruch Pax nuntiata est („Der Friede ist verkündet“).
In der Konferenz katholischer Bischöfe von Indien (CCBI) gehört Pereira zudem der Kommission für Ökologie an. Ferner fungiert er als Generalsekretär des regionalen Bischofsrats von Nordindien (RBCN). Er setzte sich außerdem für die aus Myanmar geflüchteten Rohingya ein.